# Ключи (станция Дальневосточной железной дороги)
Ключи — недействующая железнодорожная станция Сахалинского региона Дальневосточной железной дороги. Расположена на тупиковой ветке Новоалександровка — Синегорск, названа по одноимённому селу.

## Деятельность
Пассажирское сообщение по станции отсутствует с 1997 года. До этого со станции курсировали 2 пары пригородных дизель-поездов Киха58 до Южно-Сахалинска. С 2004 года (с момента закрытия шахты в Синегорске) станция не используется.